# 싸인오케이
싸인오케이는 국가공인인증기관인 한국정보인증이 만든 클라우드 기반의 전자계약 서비스로, 서명 날인이 필요한 문서를 상대방과 주고 받을 때 활용되는 온라인 상의 계약 서비스이다.

## 요약
싸인오케이(signOK)는 한국정보인증이 개발하고 서비스하는 클라우드 기반의 전자계약 서비스이다.

## 법적 효력
싸인오케이의 전자계약은 실제 싸인이나 도장과 같은 법적 효력을 전자서명법 제 3조 2항, 3항과 전자문서 및 전자문서거래기본법에 근거하여, 종이계약서 및 실제 서명과 동일한 법적 효력을 가진다.

싸인오케이의 전자계약은 오프라인 상의 계약서, 동의서, 합의서에 실제 기명날인 또는 서명한 것과 동일한 법적 효력을 가진다. 관련 법령은 전자서명법 제3조 제2항 및 제3항, 전자문서 및 전자거래 기본법 제4조 제1항 등이다.

### 공인인증서 서명으로 강력한 효력
- 전자서명법 제3조 제2항에서는 '공인전자서명이 있는 경우에는 당해 전자서명이 서명자의 서명, 서명날인 또는 기명날인이고, 당해 전자문서가 전자서명된 후 그 내용이 변경되지 아니하였다고 추정한다'고 규정하고 있다. 이는 법률상 강력한 부인방지효로 부인방지란 표의자가 일단 일정한 의사의 표시를 행하였으면, 그로 하여금 그 의사표시로 인하여 발생하는 각종 법률적 효과를 견지하게끔 강제할 수 있도록 하는 것으로 결국 표의자는 그가 의사표시를 발하였다는 점과 그 의사표시의 내용이 상대방에 도달한 내용과 다르다는 점을 사후에 임의로 부정할 수 없어야 한다는 것을 말한다. 해당 효력은 벌률상 추정으로 이에 대한 입증책임은 상대방에게 전환되며 법적 분쟁 발생 시 확실하게 보호받을 수 있게 된다.

### 실제 싸인이나 도장과 같은 법적 효력
- 전자서명법 제3조 제3항에서는 '공인전자서명외의 전자서명은 당사자간의 약정에 따른 서명, 서명날인 또는 기명날인으로서의 효력을 가진다'고 규정하고 있다. 사설인증서의 법적 효력을 규정한 조항으로 사설인증서에 기반한 전자서명이라고 하더라도 오프라인 상의 서명 내지 기명날인과 동일한 법적 효력을 지님을 천명하고 있다.

### 전자문서의 법적 효력
- 전자문서 및 전자문서거래기본법 제4조 제1항에서는 '전자문서는 다른 법률에 특별한 규정이 있는 경우를 제외하고는 전자적 형태로 되어 있다는 이유로 문서로서의 효력이 부인되지 아니한다'고 규정하고 있으며 제3조에서는 '이 법은 다른 법률에 특별한 규정이 있는 경우를 제외하고 모든 전자문서 및 전자거래에 적용한다'고 규정하고 있다. 전자문서란 정보처리시스템에 의하여 전자적 형태로 작성, 송신, 수신 또는 저장된 정보를 의미하며 해당 전자문서는 사실상 종이형태의 서면과 다를 바 없고 저장과 보관에 있어서 지속성이나 정확성이 더 보장될 수도 있다(대법원 2015. 9. 10. 선고 2015두41401 판결 참조).

## 서비스활용방법
- 웹/모바일 : https://www.signokay.co.kr/에서 회원 가입 후 이용 가능하다.

## 보안
종이 계약 대비 온라인 계약의 취약점을 핸드폰본인확인(사설인증서)와 공인인증서로 서명을 함으로써 전자계약의 보안상 이슈를 해결할 수 있다.

## 기능 및 서비스
1. 이메일이나 카카오톡으로 전자계약을 발송해 쉽게 계약을 성사시킬 수 있는 서비스를 제공한다.
2. 이미지, 사설인증서, 공인인증서 중 서명방법을 선택해 계약을 진행할 수 있다.
3. 엑셀파일에 항목을 입력해 다수의 계약서를 자동으로 생성하고 전송할 수 있는 서비스를 제공한다.
4. 한글, 워드, 엑셀, 파워포인트, 등 다양한 계약서를 온라인에 업로드할 수 있다.
5. 전자계약문서 내 서명정보를 영구적으로 보존한다.

## 한국정보인증
한국정보인증, 네이버 기관단체사전 : 기업

## 같이 보기
- 한국정보인증

- 다우키움그룹

- 키움증권

- 다우기술

- 다우데이타

- 공인인증서

## 언론보도
- 공인인증서 대체할 '블록체인 전자서명'의 승자는? 보관됨 2019-08-12 - 웨이백 머신

- 한국정보인증, 블록체인 기반 전자서명 서비스 시작